# 德米卡尔捷
德米卡尔捷（法語：Demi-Quartier，法語發音：[dəmi kaʁtje]）是法国上萨瓦省的一个市镇，位于该省东部，是距离勃朗峰最近的城市之一，属于博讷维尔区。

## 地理
德米卡尔捷（45°51'23"N, 6°37'4"E）面积8.9 平方千米，位于法国奥弗涅-罗讷-阿尔卑斯大区上萨瓦省，该省份为法国东部省份，历史上为薩伏依的一部分，北与瑞士接壤，西接安省，南至萨瓦省，东与瑞士和意大利接壤。
与德米卡尔捷接壤的市镇（或旧市镇、城区）包括：孔布卢、默热沃、圣热尔韦莱班。

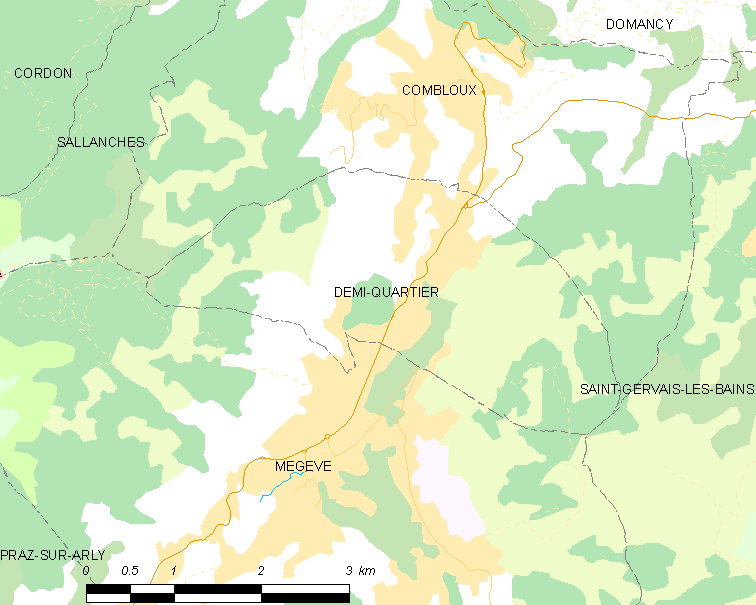
德米卡尔捷的OSM定位图

德米卡尔捷的时区为UTC+01:00、UTC+02:00（夏令时）。

## 行政
德米卡尔捷的邮政编码为74120，INSEE市镇编码为74099。

## 政治
德米卡尔捷所属的省级选区为萨朗什县。

## 人口

1962-2008年间德米卡尔捷人口变化图示

德米卡尔捷于2022年1月1日时的人口数量为803人。